# Lacaitas Ragwurz
Lacaitas Ragwurz (Ophrys lacaitae) ist eine Pflanzenart aus der Gattung der Ragwurzen (Ophrys) in der Familie der Orchideen (Orchidaceae). Sie blüht von März bis Juli und immer zwei bis drei Wochen nach der Schnabel-Ragwurz (Ophrys oxyrrhynchos).

## Beschreibung
In der allgemeinen Erscheinung ähnelt diese Art der Schnabel-Ragwurz.
Es ist eine mehrjährige krautige Pflanze. Die Kelchblätter sind grün gefärbt. Die Lippe erscheint im hinteren Bereich des breiten gelben Randes langhaarig, sonst ist sie kahl. Der braune Mittelbereich ist stark nach vorn gewölbt. Das aufrechte Anhängsel ist sehr groß. Das H-förmige Mal ist braunviolett mit weißem Rand gefärbt.
Die Chromosomenzahl beträgt 2n = 36.

## Standort und Verbreitung
Man findet diese Orchidee in lichtem Gebüsch und auf verbuschtem Magerrasen mit mäßig saurem Boden bis zu einer Höhe von 1500 m. Das Verbreitungsgebiet erstreckt sich über Sizilien und den Süden Italiens, wo man diese Orchidee in den Provinzen Potenza, Salerno, Isernia und Latina in Höhenlagen zwischen 50 und 1500 Metern Meereshöhe findet.

## Ökologie
Als Bestäuber wurde Eucera eucnemidea beobachtet.

## Taxonomie
Lacaitas Ragwurz wurde 1909 von Michele Lojacono (1853–1919) in Flora Sicula Band 3, Seite 21 als Ophrys lacaitae erstbeschrieben. Sie wird heute als Unterart Ophrys holoserica subsp. lacaitae (Lojac.) W. Rossi angesehen. Synonyme sind: Ophrys fuciflora subsp. lacaitae (Lojac.) Soó und Ophrys oxyrrhynchos subsp. lacaitae (Lojac.) Del Prete.